# Parque Metropolitano El Junquito
El Parque Metropolitano El Junquito es un espacio público ubicado en la Parroquia El Junquito del Municipio Libertador en el Área Metropolitana de Caracas, Venezuela.
El área que hoy ocupa el parque formaba parte de la Hacienda El Tibrón ubicada allí desde principios del siglo XIX. En 1948 se comenzaron a construir algunas edifiaciones hasta que en 1969 la antigua Gobernación del Distrtito Federal decide expropiar los terrenos. Así se llega a un acuerdo con el Instituto de Parques (INPARQUES) de ese país y el Ministerio del Ambiente para la conservación y protección de la zona. El 18 de mayo de 1975 es declarado parque metropolitano, pero no abre sus puertas al público hasta el 1 de febrero de 1997.
El parque se encuentra a 1.800 m s. n. m. en lo que se conoce como Bosque Nublado y tiene una superficie de 780,03 hectáreas, pero solo 6 de ellas han sido desarrolladas. La temperatura varía entre los 8 y 20°C. Entre las especies que se encuentran en el parque destacan las perezas, armadillos, rabipelados, picures, lapas, lechuzas, colibríes, el tucán verde, guacharaca, entre otros además de algunas serpientes. 